# Ipomoea prolifera
Espèce
Ipomoea prolifera est une espèce de plante de la famille des Convolvulaceae. Elle est originaire et endémique de la Bolivie. Cette espèce a été découverte et décrite en 2018.

## Description
Ipomoea prolifera est une plante herbacée, vivace, grimpante et aux tiges pouvant atteindre 3 mètres de long. Cette espèce grimpe sur les arbustes mais peut parfois être décombante.
Elle possède des feuilles dimorphes. Les feuilles de la partie inférieure de la plante mesurent entre 7 et 14 cm de long et de large, sont lobées (3 à 5 lobes) avec des lobes oblongs, obtus voire aigus, avec une base faiblement cordée. Les feuilles de la partie supérieure de la plante mesurent de 2 à 10 cm de longueur et de largeur (la taille de celles-ci diminue vers le haut de la plante), sont entières, ovales-elliptiques à suborbiculaires, arrondies, à base très légèrement cordée. Les 2 formes de feuilles sont vert foncé, pubescentes (grises et tomenteuses). Les pétioles mesurent de 2,5 à 7,2 cm de long et sont pubescents.
Inflorescences en cymes axillaires, pédonculées, portant de 7 à 8 fleurs vers l'extrémité des tiges de façon proliférante (énormément d'inflorescences). Les pédoncules mesurent de 3 à 4,5 cm de long (de plus en plus petits vers le sommet des tiges), pubescents et légèrement pliés ou tordus. Les bractéoles sont caduques et non visibles. Les pédoncules secondaires ont une longueur variant entre 0,5 et 2 cm. Les pédicelles mesurent de 1,3 à 2 cm de long, pubescents, souvent courbés. Les sépales sous-égaux ont une longueur de 9 mm et une largeur de 5 à 6 mm, sont oblongs-elliptiques, fortement pubescents, arrondis à l'extérieur avec des marges effrayantes étroites, arrondis à l'intérieur ou plus grands et à bords élargis. Les corolles mesurent de 5,5 à 6 cm de long et 4 cm de large, en forme d'entonnoir, sont rose pâle. Étamines de taille inégale (0,8 à 1,4 cm de long), glabres mais avec quelques poils à leurs bases. Les anthères mesurent 3 mm de long. Les styles ont une longueur d'environ 2 cm et les ovaires sont glabres. Il se pourrait que les fleurs apparaissent souvent les années où il y a de bonnes précipitations.

## Distribution et habitat
Ipomoea prolifera est endémique de la Bolivie. Elle pousse dans une zone interandine étroite, saisonnièrement très aride, où se trouve une brousse épineuse, entre 1650 et 1800 mètres d'altitude, dans la vallée du Rio Mizque qui descend vers la Pampa Negra.

## État de conservation
À l'heure actuelle, les scientifiques estiment qu'il n'y a pas de menaces évidentes de son habitat et que cette plante pourrait être plus fréquente qu'il n'y paraît. Les données actuelles concernant cette espèce ne sont pas suffisantes pour permettre de dire si elle est menacée d'extinction ou non.